# مانیکیانگسا (بوتان)
مانیکیانگسا (به لاتین: Manikyangsa) یک منطقهٔ مسکونی در بوتان (کشور) است که در Wangdue Phodrang District واقع شده‌است.